# Іпотерапія

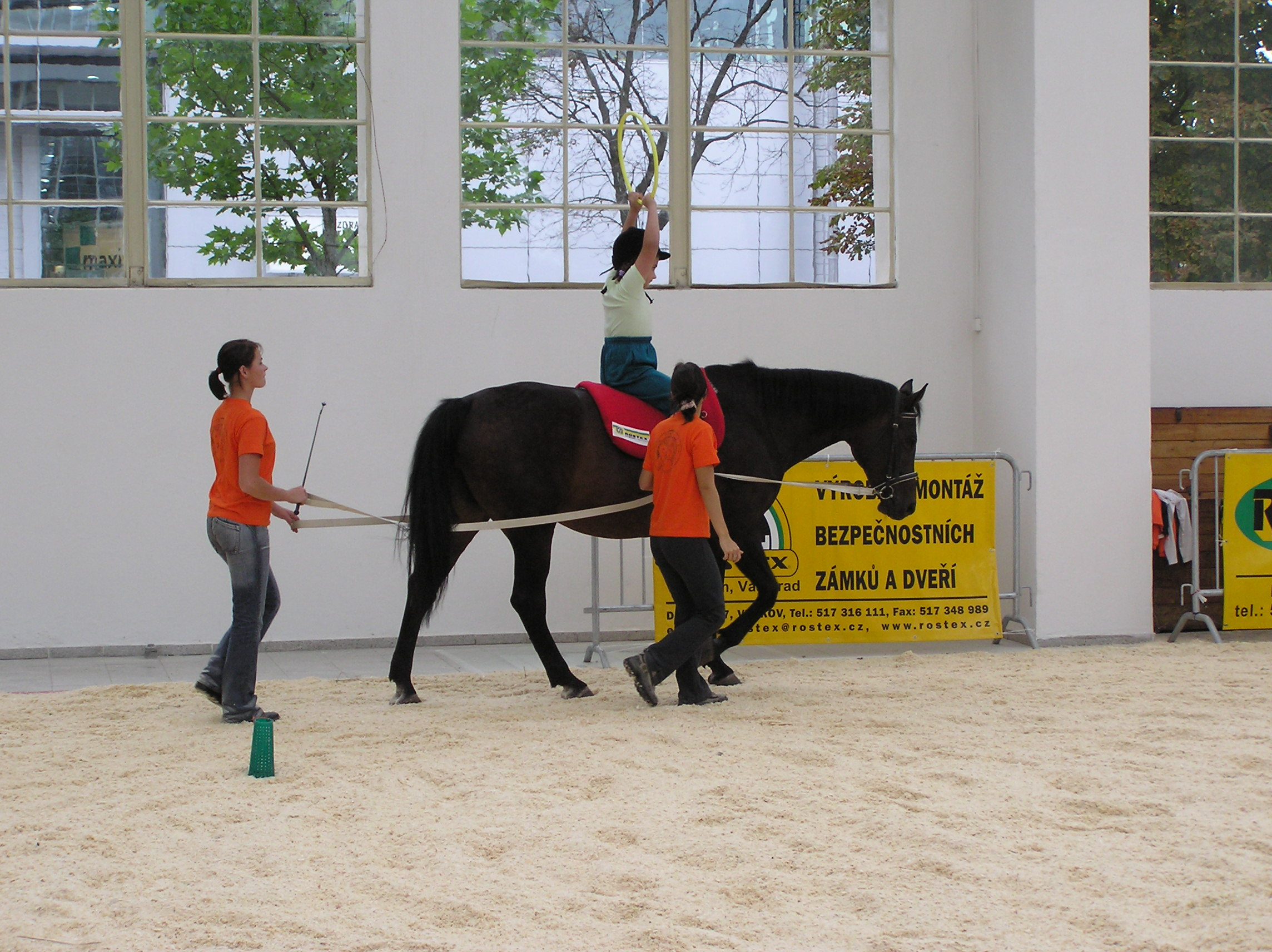
Терапевтична їзда верхи.

Іпотерапія (від грецького слова «гіппос» — кінь) — метод лікування, заснований на взаємодії людини зі спеціально навченим конем, адаптованим до можливостей хворого в опануванні верхової їзди.

## Опис
Діапазон захворювань, за яких забезпечується швидше й повне, ніж при традиційному
лікуванні, видужання або стійке поліпшення стану хворого, надзвичайно широкий.  Іпотерапія є ефективною у лікуванні шлунково-кишкових захворювань, хвороб та травм опорно-рухового апарату, серцево-судинних захворювань. Лікування верхи дуже помічне для реабілітації після хірургічних операцій, при наслідках поліомієліту, простатитах і гінекологічних захворюваннях, сколіозах і остеохондрозах. Іпотерапія рекомендована пацієнтам із неврологічними порушеннями різної етіології, розсіяним склерозом. Особливо помічною іпотерапія виявилася у реабілітаційній практиці з дітьми з ДЦП, ранній дитячий аутизм, олігофренію.
Позитивний вплив іпотерапії на здоров'я людини полягає в тому, що їзда верхи вимагає постійного тренування базових рефлексів, що передбачають відповідну участь м'язів тіла, а це відіграє велику роль у лікуванні пацієнтів з порушеннями функцій опорно-рухової системи та системи керування рухами (наприклад, при дитячому церебральному паралічі).
Під час лікувальної верхової їзди тіло розгойдується у трьох вимірах:
- вліво − вправо,
- вперед − назад,
- вгору − вниз.

Починають працювати вражені хворобою групи м'язів і нервові структури. Це розвиває у хворих на параліч рухливість, відчуття рівноваги, координацію рухів.
Температура тіла коня вища від температури людини на 1,5-2 °С. М'язи спини коня, що йде, розігрівають і масажують м'язи ніг вершника, нормалізують м'язовий тонус і підсилюють кровообіг у кінцівках. Кінь має на вершника потужний емоційний вплив, що дозволяє використовувати іпотерапію для лікування психоемоційних розладів, фобій та інших порушень психіки. Між вершником та його конем налагоджуються близькі дружні стосунки, що дуже важливо для невпевнених у собі й самотніх людей. Особливо ж — для дітей з аутизмом.
Про сприятливий вплив верхової їзди на хворих і поранених свідчать ще записи у працях античних медиків і лікарів Середньовіччя[джерело?].

## Іпотерапія в Україні
Станом на 2021 рік окремої спеціальності медика з іпотерапії офіційно немає.
Практично у кожній області України є центри іпотерапії — приватні центри, кінно-спортивні клуби (школи), реабілітаційні центри.. Найтиповішими показами є у таких випадках ДЦП і аутизм та ветеранів АТО.З квітня 2023 року іпотерапію використовують для реабілітації українських військових